# Наточин, Юрий Викторович
Ю́рий Ви́кторович Наточин (род. 6 декабря 1932 года, Харьков, УССР) — советский и российский учёный, доктор биологических наук, специалист в области физиологии почек и водно-солевого обмена, академик РАН (1992), советник РАН. В 2005 году высказал предположение, отличное от общепринятой концепции возникновения жизни в море, и аргументировал гипотезу, согласно которой средой возникновения протоклеток были водоёмы с преобладанием ионов К+, а не морская вода с доминированием ионов Na+.

## Биография
Окончил Новосибирский государственный медицинский институт в 1956 году по специальности «Лечебное дело», затем работал в Институте эволюционной физиологии и биохимии им. И. М. Сеченова АН СССР младшим научным сотрудником, старшим научным сотрудником. В 1960 году защитил кандидатскую диссертацию «Сравнительно-физиологические особенности системы гиалуронидаза — гиалуроновая кислота в почках различных классов позвоночных».
C 1964 года — заведующий лабораторией физиологии почки и водно-солевого обмена. В 1967 году защитил диссертацию «Транспорт воды и натрия в осморегулирующих органах» на соискание степени доктора биологических наук. В 1972 году присвоено звание профессора. 23 декабря 1987 года избран членом-корреспондентом АН СССР, 11 июня 1992 года избран академиком РАН.
В 1995—2001 гг. — декан медицинского факультета СПбГУ. В 1996—2002 г. член Президиума РАН, академик-секретарь Отделения физиологии РАН, с 2002 года — советник РАН, в 2009 — вновь и. о. декана медицинского факультета СПбГУ.
Член консультативного совета Ассоциации выпускников СПбГУ.

## Основные работы
- Ионорегулирующая функция почки. Л., 1976;
- Основы физиологии почки. Л., 1982;
- Водно-солевой гомеостаз и космический полет. М., 1986 (совм. с О. Г. Газенко и А. И. Григорьевым);
- Функциональная нефрология. СПб., 1997 (совм. с С. И. Рябовым);
- Fluid and electrolyte regulation in spaceflight. San Diego, 1998 (with C. S. Leach Huntoon, A. I. Grigoriev);
- Введение в нефрологию. М., 2007 (совм. с Н. А. Мухиным).

Награды
- Орден «Знак Почёта» (1987)[8]
- Орден «За заслуги перед Отечеством» IV степени (4 июня 1999) — за большой вклад в развитие отечественной науки, подготовку высококвалифицированных кадров и в связи с 275-летием Российской академии наук[9]
- Орден «За заслуги перед Отечеством» III степени (4 июня 2008) — за большой вклад в развитие отечественной науки и многолетнюю плодотворную деятельность[10][8]
- Премия имени Л. А. Орбели АН СССР (1980)
- Премия Правительства РФ в области науки и техники  (1996) — за работу «Основные результаты биологических и физиологических исследований в полетах космических аппаратов „Бион“ (1973—1993 годы) и их использование в теории и практике космической медицины»[11]
- Золотая медаль имени И. П. Павлова РАН (2001)
- Премия имени И. П. Павлова РАН (2004)
- Премия Правительства РФ в области образования (30 июля 2005) — за учебник для образовательных учреждений высшего профессионального образования «Физиология человека»[12]
- Премия «Триумф» (2009 год)[13]
- Юбилейная медаль «МПА СНГ. 25 лет» (12 апреля 2018) — за заслуги в деле развития и укрепления парламентаризма, за вклад в развитие и совершенствование правовых основ функционирования Содружества Независимых Государств, укрепление международных связей и межпарламентского сотрудничества[14]
- Большая золотая медаль имени М. В. Ломоносова (2022)
- Орден Дружбы (12 апреля 2023) — за вклад в развитие науки и многолетнюю добросовестную работу[15]